# Christiani Ábrahám
Christiani Ábrahám (? – Bártfa, 1619) evangélikus lelkész.

## Élete
Eperjesen végezte tanulmányait, 1580-ban rektor volt Szepesszombatban. Innen 1591 nyarán Eperjesre került rektornak, 1593 nyarán prédikátor lett Keresztfaluban. Stansith Horváth Gergely oldalán a késmárki colloquiumban is részt vett. 1598 őszétől az alsópoprádi egyházmegye esperese volt, 1600 második felében vagy 1601-ben elsőpap lett Bártfán.

## Munkái
- Theses apologeticae de coelo, ascensione Christi in coelos, et dextera Dei; oppositae calumniis cuiusdam effrontis sacramentarii, Petri praetorii pastoris Roxensis, Bártfa, 1599 (az előszóban le van irva a viszály eredete)
- Syntagma… de duabus in Christo naturis. Uo. 1609